# Боргомазино
Боргомазино (итал. Borgomasino, пьем. Borghmasin) — коммуна в Италии, располагается в регионе Пьемонт, в провинции Турин.
Население составляет 785 человек (2008 г.), плотность населения составляет 65 чел./км². Занимает площадь 12 км². Почтовый индекс — 10031. Телефонный код — 0125.
В коммуне 6 августа особо празднуется Преображение Господне.

## Демография
Динамика населения:

## Администрация коммуны
- Официальный сайт: